# Guadalupe Victoria, Ocotepec (Chiapas)
Guadalupe Victoria är en ort i Mexiko.   Den ligger i kommunen Ocotepec och delstaten Chiapas, i den sydöstra delen av landet, 700 km öster om huvudstaden Mexico City. Guadalupe Victoria ligger 1 359 meter över havet och antalet invånare är 264.
Terrängen runt Guadalupe Victoria är kuperad åt sydost, men åt nordväst är den bergig. Runt Guadalupe Victoria är det ganska glesbefolkat, med 47 invånare per kvadratkilometer. Närmaste större samhälle är Ocotepec, 2,5 km nordost om Guadalupe Victoria. I omgivningarna runt Guadalupe Victoria växer i huvudsak städsegrön lövskog.